# Corno di Rosazzo
Corno di Rosazzo (Cuar di Rosacis en friulano, Koren en esloveno) es una población de 3.349 habitantes en la provincia de Udine, en la región autónoma de Friuli-Venecia Julia.

## Geografía

### Demografía
| Gráfica de evolución demográfica de Corno di Rosazzo entre 1861 y 2001 |
|                                                                        |
| Fuente ISTAT - elaboración gráfica de Wikipedia                        |

- Datos: Q53250
- Multimedia: Corno di Rosazzo / Q53250

1. ↑  Worldpostalcodes.org, código postal n.º 33040.
2. ↑  «Codici Catastali». Comuni-italiani.it (en italiano). Consultado el 29 de abril de 2017.